# バウンティハンター (漫画)
『バウンティハンター』（BOUNTY HUNTER）は、原作：荒木秀一、作画：中祥人による日本の漫画。『週刊コミックバンチ』（新潮社）にて、2004年25号から2005年21号まで連載された。単行本は全4巻。

## 登場人物
犬尾柊二
主人公のバウンティハンター。デッド・オア・アライブであっても賞金首を殺さない。
マーカス・ジャクソン
かつて犬尾の相棒で「カメレオンクール」と呼ばれたバウンティハンターであるジョー・ジャクソンの息子。
エリカ・ステファニー
犬尾の腹違いの妹。駆け出しのバウンティハンター。

## オリジナルビデオ
2011年リリース。全2作。主演：松田優

### キャスト
第1作・第2作
- 松田優：犬尾柊二（バウンティハンター）
- Koji：西島（刑事）
- 木村圭作：ジャッキー
- 船津未帆：張(ジャン)（バウンティハンター）
- 白城華奈：東京BAIL BONDS受付
- 木村木：遠藤組組員 奥野（架空請求業者）
- 和宇慶勇二：遠藤組組員
- 武蔵拳：遠藤組組長 遠藤
- 古井榮一：刑事
- 加納竜：東京BAIL BONDS社長
- 的場浩司：鬼柳幻睡（バウンティハンター）

第1作のみ
- 石橋保：中西欣也
- 倉見誠：森戸要（刑事）
- 飛野悟志：菊山虎一（保釈逃亡中）

第2作のみ
- 岡崎二朗：光村総合病院 院長
- 永倉大輔：光村総合病院 産婦人科 医師 藤本
- 堀田眞三：ピーター・ワン

### スタッフ
- 監督：浅生マサヒロ
- 製作：及川次雄（コンセプトフィルム）
- 企画：山本ほうゆう
- 原作：荒木秀一
- プロデューサー：渋谷正一、山本芳久
- 脚本：林克美
- 撮影：佐藤和人
- 照明：福長弘章
- 録音：沼田和夫
- 編集：小川幸一
- 選曲効果：藤本淳
- 美術：大島政幸
- 装飾：中谷暢宏
- 殺陣：中瀬博文
- ガンエフェクト：遊佐和寿
- 制作協力：スタジオデコレーション
- 制作：メディア・ワークス
- 製作：コンセプトフィルム